# میریت‌آتون تاشیریت
میریت‌آتون تاشیریت (انگلیسی: Meritaten Tasherit؛ به معنای خواهر کوچک میریت‌آتون) شاهدختی در مصر باستان در دوران حکومت دودمان هجدهم مصر و به احتمال زیاد خواهر میریت‌آتون، بزرگ‌ترین دختر فرعون آخناتون است.
اینکه پدرش چه کسی بود، موضوع بحث و تردید است. بسیاری تصور می‌کنند که پدر میریت‌آتون، فرعون آخناتون یا احتمالاً همسرش اسمنخ‌کارع باشد. از آنجایی که هم میریت‌آتون تاشیریت و هم یک شاهدخت دیگر، عنخ‌اسن‌پاتن تاشیریت فقط در متونی ظاهر می‌شوند که از همسر دوم آخناتون، کیا نام برده‌اند، همچنین ممکن است که آنها فرزندان آخناتون و کیا باشند، یا اینکه آنها دخترانی افسانه‌ای بوده‌اند، جایگزین نام دختر کیا بکت‌آتون بوده است، که احتمالاً فرزند ملکه تیه بود.
سرنوشت میریت‌آتون تاشیریت نامشخص است. ذکر خدای آتن در نام او نشان می‌دهد که او در واقع دختر فرعون آخناتون بود، زیرا جانشینان او اصلاحات مذهبی او را برگرداندند و به پرستش خدایان سنتی مصر بازگشتند. نام آتون نیز در این زمان از استفاده عمومی حذف و منع شد.